# Voivodato de Gran Polonia

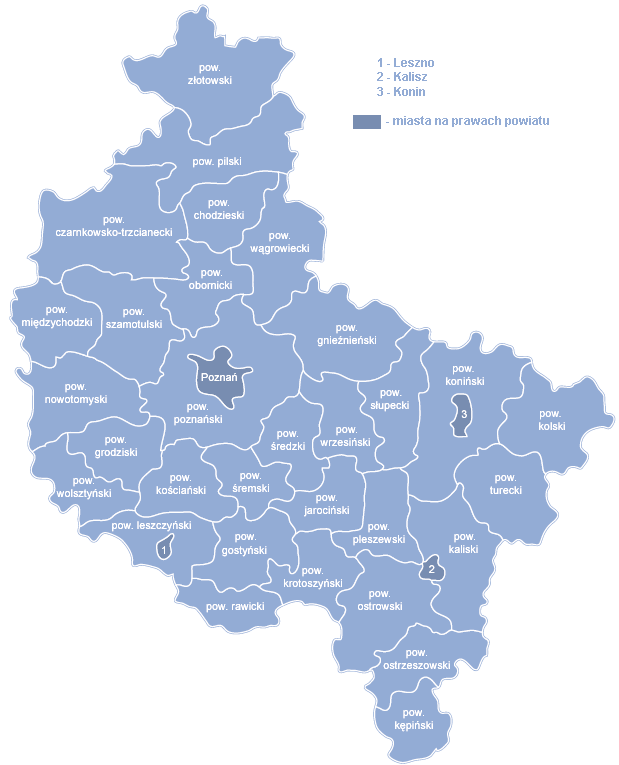
Divisiones administrativas del voivodato.

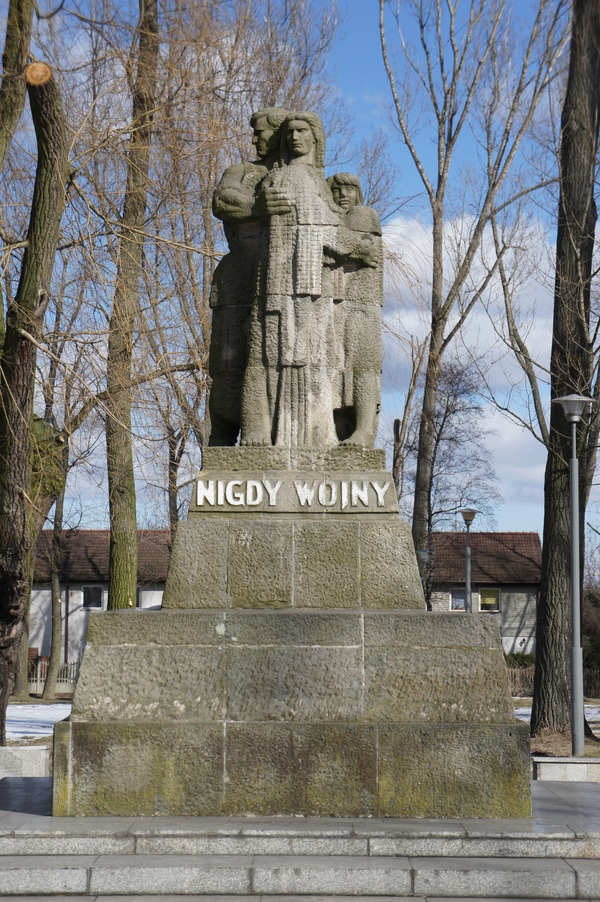
El monumento Guerra nunca más en Luboń, diseñado por Józef Gosławski

El voivodato de Gran Polonia (en polaco: województwo wielkopolskie) es una de las 16 provincias (voivodatos) que conforman la República de Polonia, según la división administrativa del año 1998. Se creó el 1 de enero de 1999, a partir de los anteriores voivodatos de Posnania, Kalisz, Konin, Leszno, y de una parte del antiguo voivodato de Piła. Es la segunda en tamaño y la tercera en población, con 29,826 km² y 3,4 millones de habitantes. Está dividido en 35 distritos o poviatos, de los que 4 ciudades poseen la categoría de poviato, y 226 comunas. Sus principales ciudades son Posnania, Kalisz, Konin, Leszno, Piła y Gniezno. Comprende la mayoría de la región histórica (excepto algunas pequeñas comunidades del suroeste) del mismo nombre (en polaco Wielkopolska).

## Historia
El nombre de Gran Polonia (en polaco: Wielkopolska, alemán: Großpolen, latín: Polonia Maior) se utiliza solo desde los siglos XIV y XV. Se menciona por primera vez en latín en 1257, y por primera vez en polaco en 1449. Los nombre de Gran o Vieja Polonia suelen referirse a que es la cuna de Polonia como estado. Antiguamente, esta zona estaba habitada por la tribu de los polanos y se llamaba simplemente Polonia. Los fuertes de Giecz y de Posnania se construyeron en el siglo X. La Gran Polonia era al región central del país de Miecislao I y de Boleslao I el Bravo, Posnania era la capital de Polonia. Hasta el siglo XI no se cambió la capital a Cracovia.
Tras las Particiones de Polonia en el siglo XVIII, la región se encontró bajo el dominio de Prusia y sufrió un proceso forzado de germanización. Durante la Segunda Guerra Mundial, fue anexionada por la Alemania Nazi con el nombre de Wartheland o Warthegau, país del Varta. En 1945, volvió a Polonia.

## Situación geográfica
El voivodato se sitúa en el centro-oeste de Polonia. Tiene dos parques naturales, varias reservas naturales y varios parques paisajísticos. Los dos principales ríos de la región son el Varta y el Noteć. El norte del voivodato es una región lacustre.

## Divisiones
Ciudades-distrito
- Posnania - 581 516
- Kalisz - 108 575
- Konin - 80 618
- Leszno 64 080

Distritos
- Distrito de Poznan - 291 562
- Distrito de Ostrów Wielkopolski - 158 407
- Distrito de Gniezno - 140 333
- Distrito de Piła - 137 100
- Distrito de Konin - 123 646
- Distrito de Koło - 88 602
- Distrito de Czarnków-Trzcianka - 86 134
- Distrito de Szamotuły - 85 850
- Distrito de Turek - 83 636
- Distrito de Kalisz - 80 369
- Distrito de Kościan - 77 760
- Distrito de Krotoszyn - 77 092
- Distrito de Gostyń - 75 683
- Distrito de Września - 73 778
- Distrito de Nowy Tomyśl - 71 817
- Distrito de Jarocin - 70 390
- Distrito de Złotów - 68 526
- Distrito de Wągrowiec - 67 606
- Distrito de Pleszew - 61 951
- Distrito de Rawicz - 59 375
- Distrito de Słupca - 58 725
- Distrito de Śrem - 58 646
- Distrito de Oborniki - 55 355
- Distrito de Kępno - 55 718
- Distrito de Wolsztyn - 54 758
- Distrito de Środa Wielkopolska - 54 521
- Distrito de Ostrzeszów - 54 490
- Distrito de Leszno 50 024
- Distrito de Grodzisk Wielkopolski - 49 444
- Distrito de Chodzież - 46 967
- Distrito de Międzychód - 36 329

## Principales ciudades
1. Poznań – 567 882 (261,37 km²)
2. Kalisz – 108 841 (69,77 km²)
3. Konin – 80 838 (81,68 km²)
4. Piła – 75 144 (102,71 km²)
5. Ostrów Wielkopolski – 72 672 (42,39 km²)
6. Gniezno – 70 145 (40,89 km²)
7. Leszno – 63 970 (31,90 km²)
8. Śrem – 30 283 (12,38 km²)
9. Swarzędz – 29 766 (8,16 km²)
10. Turek – 29 437 (16,16 km²)
11. Krotoszyn – 29 362 (22,55 km²)
12. Września – 28 650 (12,73 km²)
13. Luboń – 26 655 (13,52 km²)
14. Jarocin – 25 856 (14,44 km²)
15. Wągrowiec – 24 574 (17,91 km²)
16. Kościan – 24 121 (8,75 km²)
17. Koło – 23 101 (13,85 km²)
18. Środa Wielkopolska – 21 640 (17,98 km²)
19. Rawicz – 21 336 (7,81 km²)
20. Gostyń – 20 643 (10,79 km²)
21. Chodzież – 19 716 (12,77 km²)
22. Szamotuły – 18 778 (10,11 km²)
23. Złotów – 18 451 (11,58 km²)
24. Oborniki – 17 895 (14,08 km²)
25. Pleszew – 17 824 (13,19 km²)
26. Trzcianka – 16 750 (18,25 km²)
27. Nowy Tomyśl – 15 255 (5,02 km²)
28. Kępno – 14 713 (7,70 km²)
29. Ostrzeszów – 14 580 (12,18 km²)
30. Słupca – 14 451 (10,31 km²)
31. Grodzisk Wielkopolski – 13 698 (18,09 km²)
32. Wolsztyn – 13 587 (4,78 km²)
33. Mosina – 12 166 (13,58 km²)
34. Wronki – 11 586 (5,81 km²)
35. Czarnków – 11 437 (9,70 km²)
36. Międzychód – 10 930 (6,98 km²)
37. Rogoźno – 10 871 (11,24 km²)
38. Murowana Goślina – 10 097 (7,18 km²)
39. Puszczykowo – 9248 (16,65 km²)
40. Opalenica – 9111 (6,42 km²)
41. Kostrzyn – 8478 (8,03 km²)
42. Jastrowie – 8423 (72,27 km²)
43. Pobiedziska – 8271 (10,16 km²)
44. Witkowo – 7906 (8,30 km²)
45. Trzemeszno – 7800 (5,46 km²)
46. Pniewy – 7425 (9,21 km²)
47. Zbąszyń – 7315 (5,57 km²)
48. Kórnik – 6907 (6,08 km²)
49. Kłodawa – 6844 (4,32 km²)
50. Koźmin Wielkopolski – 6710 (5,86 km²)
51. Krzyż Wielkopolski – 6272 (5,83 km²)
52. Buk – 6 201 (2,96 km²)
53. Sieraków – 5993 (14,10 km²)
54. Wieleń – 5963 (4,32 km²)
55. Śmigiel – 5439 (5,20 km²)
56. Stęszew – 5315 (5,63 km²)
57. Wyrzysk – 5227 (4,12 km²)
58. Czempiń – 5109 (3,29 km²)
59. Nowe Skalmierzyce – 5093 (1,59 km²)
60. Odolanów – 4951 (4,76 km²)
61. Zduny – 4505 (6,14 km²)
62. Golina – 4338 (3,57 km²)
63. Szamocin – 4261 (4,67 km²)
64. Kleczew – 4169 (6,68 km²)
65. Krobia – 4008 (7,05 km²)
66. Ujście – 3923 (5,78 km²)
67. Skoki – 3827 (11,20 km²)
68. Okonek – 3825 (6,01 km²)
69. Sompolno – 3702 (6,21 km²)
70. Krajenka – 3634 (3,77 km²)
71. Miłosław – 3587 (4,07 km²)
72. Tuliszków – 3399 (7,04 km²)
73. Gołańcz – 3341 (12,63 km²)
74. Rakoniewice – 3231 (3,37 km²)
75. Nekla – 3189 (19,79 km²)
76. Pyzdry – 3184 (12,16 km²)
77. Łobżenica – 3170 (3,25 km²)
78. Miejska Górka – 3121 (3,09 km²)
79. Ślesin – 3079 (7,18 km²)
80. Kobylin – 3060 (4,92km²)
81. Bojanowo – 3014 (2,34 km²)
82. Margonin – 2952 (5,15 km²)
83. Lwówek – 2941 (3,15 km²)
84. Zagórów – 2925 (3,44 km²)
85. Poniec – 2884 (3,54 km²)
86. Wysoka – 2761 (4,82 km²)
87. Sulmierzyce – 2759 (28,98 km²)
88. Książ Wielkopolski – 2707 (1,96 km²)
89. Kłecko – 2670 (9,61 km²)
90. Czerniejewo – 2550 (10,20 km²)
91. Rydzyna – 2542 (2,17 km²)
92. Borek Wielkopolski – 2477 (6,16 km²)
93. Rychwał – 2386 (9,69 km²)
94. Obrzycko – 2172 (3,72 km²)
95. Dąbie – 2101 (8,86 km²)
96. Żerków – 2066 (2,03 km²)
97. Raszków – 2054 (1,77 km²)
98. Osieczna – 2012 (4,84 km²)
99. Ostroróg – 1982 (1,26 km²)
100. Pogorzela – 1971 (4,34 km²)
101. Grabów nad Prosną – 1946 (2,58 km²)
102. Jutrosin – 1863 (1,62 km²)
103. Mikstat – 1844 (2,49 km²)
104. Przedecz – 1779 (2,98 km²)
105. Wielichowo – 1767 (1,24 km²)
106. Stawiszyn – 1569 (0,99 km²)
107. Krzywiń – 1538 (1,67 km²)
108. Dobra – 1516 (1,84 km²)
109. Dolsk – 1478 (6,02 km²)

## Economía
Los principales sectores de actividad son la industria metalúrgica como la  agroalimentaria. Otros sectores son transportes, construcción, comercio y servicios.